# Бамбек
Бамбек (фр. Bambecque) је насељено место у Француској у региону Север-Па де Кале, у департману Север.
По подацима из 2011. године у општини је живело 739 становника, а густина насељености је износила 62,57 становника/km².

## Демографија
| 1962. | 1968. | 1975. | 1982. | 1990. | 2011. |
| ----- | ----- | ----- | ----- | ----- | ----- |
| 614   | 642   | 614   | 614   | 589   | 739   |